# Пузырь доткомов
Пузырь доткомов (англ. Dot-com bubble) — экономический пузырь, существовавший и увеличивавшийся в период приблизительно с 1995 по 2001 год. Кульминация произошла 10 марта 2000 года, когда индекс NASDAQ достиг 5132,52 пункта (дневной пик) в течение торгов и упал более чем в полтора раза при закрытии.
Пузырь образовался в результате взлёта акций интернет-компаний (преимущественно американских), а также появления большого количества новых интернет-компаний и переориентировки старых компаний на интернет-бизнес в конце XX века. Акции компаний, предлагавших использовать Интернет для получения дохода, баснословно взлетели в цене. Такие высокие цены оправдывали многочисленные комментаторы и экономисты, утверждавшие, что наступила «новая экономика». На самом же деле эти новые бизнес-модели оказались неэффективными, а средства, потраченные в основном на рекламу и большие кредиты, привели к волне банкротств, сильному падению индекса NASDAQ и, как результат, обвалу цен на серверные компьютеры.
Тогда как последняя часть этого периода была чередованием резких подъёмов и обвалов, интернет-бум принято относить к стабильному коммерческому росту интернет-компаний, связанному с наступлением эпохи всемирной паутины, начавшейся с первого выпуска веб-браузера Mosaic в 1993 году и продолжавшейся все 1990-е.

## Глубинные причины
Если отбросить поверхностные и очевидные причины, указанные выше (комментарии относительно «новой экономики», вложение средств инвесторов в рекламу и маркетинг вместо развития бизнеса), можно выделить истинную причину краха.
Она состоит в том, что усилиями как не вполне чистых на руку бизнесменов, так и восторженных апологетов «новой экономики» в сознании инвесторов и создателей доткомов произошла подмена понятий: ведение бизнеса через интернет является только инструментом для осуществления бизнес-процесса, но не самостоятельным бизнес-процессом, способным генерировать доход от вложенного капитала. Однако с использованием этого инструмента можно многократно повысить эффективность «традиционного» бизнеса или реализовать новую бизнес-идею (невозможную или неэффективную без интернета).
Иллюстрацией первого случая может служить деятельность различных интернет-магазинов (например, Amazon.com). Торговля товарами по каталогам (или через телемагазины) с почтовой доставкой была достаточно большим и доходным сегментом бизнеса и до возникновения интернета. Применение прямых продаж через интернет с автоматизацией процессов заказа и оплаты, актуализации каталогов, логистики позволило увеличить как скорость оборота капитала, так и охват аудитории.
Иллюстрацией второго случая может являться интернет-аукцион eBay. Без использования интернета частным лицам, а также малому и среднему бизнесу невозможно и нецелесообразно организовывать аукционы для продажи своих вещей или продукции (за исключением чрезвычайно дорогих или эксклюзивных товаров) из-за несопоставимых с выручкой расходов, а в ряде случаев — из-за невозможности привлечь на аукцион покупателей по причине территориальной удалённости.
В качестве примера, который относится как к первому, так и ко второму случаю, можно привести использование интернета для биржевой торговли. До широкого распространения интернета решение о проведении биржевых операций принимались «на месте» брокерами или аналитиками соответствующих компаний, на основании либо заранее отданных указаний клиента (конкретных по значениям цен и наименованиям ценных бумаг или общих относительно стратегии покупки/продажи), либо прямых телефонных консультаций с клиентом. Естественное ограничение доступного времени на обмен информацией и невозможность одновременно связаться со всеми клиентами приводила к смещению «центра тяжести» в принятии решений в сторону профессиональных участников рынка.
Возможность удалённого просмотра котировок ценных бумаг, а также удалённой отдачи указаний биржевым агентам на совершение сделок привела к появлению нового подхода к традиционному бизнесу: в данном случае клиент сам занимается анализом рынка, выбором стратегии и фактически сам осуществляет операции, оставляя профессиональным участникам только вопросы документального оформления сделок и ведения финансовой и бухгалтерской отчётности. Данный подход с одной стороны увеличил эффективность традиционной биржевой торговли (с точки зрения клиентов), с другой стороны он невозможен без существования интернета. При этом старый принцип биржевой торговли (когда решение принимает профессиональный участник рынка) был и остаётся эффективным и привлекательным, например, для использования инвестиционными или пенсионными фондами, которые в своём составе не имеют соответствующего подразделения и передают управления активами третьей стороне.

## Ход событий
Пузырь доткомов лопнул 10 марта 2000 года, когда произошло обвальное падение индекса высокотехнологичных компаний NASDAQ Composite. Перед этим он достиг своего максимума в 5048,62 (с дневным пиком в 5132,52), тем самым удвоив показатели годичной давности. Большинство компаний-доткомов лопнуло вместе с американской биржей акций. В результате этих событий сотни интернет-компаний обанкротились, были ликвидированы или проданы. Несколько руководителей компаний были осуждены за мошенничество и растрату денег акционеров. Большинство бизнес-моделей новых, ориентированных на продажи через интернет компаний, было неэффективным, а их средства расходовались в основном на маркетинговые акции и рекламу на телевидении и в прессе.
После этих событий на несколько лет слово «дотком» стало употребляться как обозначение какой-либо незрелой, непродуманной либо неэффективной концепции бизнеса.
Термин «дотком» для таких компаний происходит от коммерческого домена верхнего уровня — .com (буквально — англ. dot com «точка ком»).

## Последствия
Крах доткомов состоял в утере доверия к ценным бумагам высокотехнологических фирм, связанных с предоставлением услуг через интернет. Это было вызвано с одной стороны существенной переоценкой т. н. постиндустриальных технологий, которые на практике не оправдали приписываемых им ожиданий, с другой стороны имелись неконтролируемые спекуляции на этих ожиданиях, которые многократно усилили негативный эффект от падения доверия. Фактически прекратил своё существование целый сектор услуг, востребованность и ценность которых оказались раздутыми. Это сопровождалось разорением тысяч фирм и компаний разного уровня, по большей части новообразованных.
Некоторые компании в секторе связи также не смогли вынести финансового бремени и были вынуждены объявить о банкротстве. Один из крупнейших игроков, WorldCom, был уличён в нелегальных операциях для увеличения прибылей. Рыночная стоимость WorldCom рухнула, когда эта информация стала доступна широкой публике, что вызвало третье по размаху банкротство в истории США. Другие примеры включают в себя NorthPoint Communications, Global Crossing, JDSU, XO Communications и Covad Communications. Такие компании, как Nortel, Cisco и Corning оказались в невыгодном положении, поскольку они рассчитывали на инфраструктуру, которая так никогда и не была создана, что вызвало значительное падение акционерного капитала Corning.
У многих доткомов закончились средства и они были куплены или ликвидированы; доменные имена были выкуплены по остаточным ценам конкурентами или инвесторами. Некоторые компании и их правления были обвинены в мошенничестве за неправильное использование средств вкладчиков, а Комиссия по ценным бумагам и биржам США оштрафовала крупнейшие инвесторские компании (например, Citigroup и Merrill Lynch) на миллионы долларов за введение в заблуждение инвесторов. Многие сопутствующие отрасли, например, реклама и логистика, сократили свою деятельность ввиду падения спроса на услуги. Многие большие компании-доткомы, такие как Amazon.com или eBay, выжили и кажутся способными к долгосрочному выживанию; другие, например, Google, стали лидирующими корпорациями в отрасли.
Крах фондовой биржи в 2000—2002 вызвал падение рыночной стоимости компаний на 5 триллионов долларов США в период с марта 2000 по октябрь 2002. Теракт 11 сентября 2001 года в конечном результате замедлил падение темпов торговли на фондовой бирже благодаря введению механизмов прямого контроля над процессами спекуляции ценными бумагами, связанными с «антитеррористической» деятельностью.
Существует мнение, что только 50 % компаний-доткомов выжили к 2004 году, при этом не указывается, в какой форме они «выжили» и за счёт какого вида деятельности. Утверждения, что потеря активов на фондовой бирже не связана напрямую с закрытием фирм — ложны, ибо переворачивают всё с ног на голову. Эти компании некоторое время процветали только за счёт спекулятивных операций с ценными бумагами, не предоставляя даже малой доли услуг и не получая соответствующей прибыли, которая ожидалась от них инвесторами. Некомпетентность в экономических вопросах самих инвесторов была вызвана интенсивной обработкой общественного мнения, которое убеждали в возникновении новой «после»-индустриальной эпохи, которая якобы отменила любые требования по наличию реальных производственных ресурсов для экономической деятельности. Таким образом, информационная надстройка выдавалась за весь экономический механизм.
Многие временно уволенные эксперты в технологиях, например, программисты, столкнулись с пресыщенным рынком труда. В США международный аутсорсинг и увеличенное накануне количество квалифицированных иностранных рабочих (участвующих в визовой программе США H-1B) усугубило ситуацию. Университетские программы по подготовке специалистов в компьютерной сфере столкнулись с уменьшением количества новых студентов. Были популярны анекдоты о программистах, возвращающихся к учёбе на бухгалтера или адвоката.
Одна из причин краха доткомов — неверная оценка активов и перспектив интернет-компаний, вследствие чего инвесторам были предоставлены завышенные оценки стоимости компаний. Такая аналитическая деятельность инвесторов привлекла внимание финансовых регуляторов. Были приняты законы о разделении комиссий, согласно которым гарантированная часть брокерских отчислений, получаемых инвестдомами, идёт на выплаты аналитикам. В итоге у инвесторов появилась возможность получать независимую аналитику, которая предоставляет разносторонний взгляд на инвестиционную привлекательность интернет-компаний и даёт возможность избежать надувания новых экономических пузырей в будущем.